# Aliança do Bom Lar
Die Aliança do Bom Lar (portugiesisch für Allianz für ein gutes Heim, chinesisch 美好家園聯盟) ist eine politische Partei in der Sonderverwaltungszone Macau innerhalb der Volksrepublik China. Seit der Parlamentswahl 2017 ist die Partei mit einem Sitz in der Gesetzgebenden Versammlung von Macau vertreten.

## Geschichte
Seit 1991 nahm die Associação Geral das Mulheres de Macau (portugiesisch für Frauenverband Macaus, chinesisch 澳門婦女聯合總會) zusammen mit der União Geral das Associações dos Moradores de Macau (portugiesisch für Allgemeine Vereinigung der Einwohner von Macau, chinesisch 澳門街坊會聯合總會) als União Promotora para o Progresso an Parlamentswahlen in Macau teil. Zur Parlamentswahl 2017 stellte die Associação Geral das Mulheres de Macau mit der Aliança do Bom Lar allerdings eine eigene Wahlliste auf und errang darüber 9.496 Stimmen beziehungsweise 5,50 % und einen Sitz in der Gesetzgebenden Versammlung.

## Ausrichtung
Die Aliança do Bom Lar ist stark auf die Familienpolitik ausgerichtet. Im Wahlkampf hat die Partei zum Beispiel gefordert, in Zukunft eine Milliarde Macau-Pataca für die Familienpolitik auszugeben. Weitere Forderungen sind ein Mutterschaftsgeld von 10.000 Macau-Pataca, mehr Kindergartenplätze, ein fünftägiger Vaterschaftsurlaub, höhere Heirats- und Betreuungszulagen und Vorzugskonditionen für den Erstkauf von Eigenheimen, um Familien gegenüber Immobilienfirmen beim Kauf einer Wohnung zuvorzukommen. Außerdem wird auch der Ausbau des Gesundheitssystems gefordert. Die umfassenden sozialen Veränderungsforderungen zusammen mit der Zugehörigkeit zum Pro-Peking-Lager positionieren die Aliança do Bom Lar im sozialen konservativen Bereich.